# Відносини Франції та Маврикію
Відносини Франція — Маврикій або франко-маврикійські відносини (фр. Relations entre la France et Maurice) стосуються історичних, політичних, економічних, соціальних та культурних зв'язків між Республікою Франція та Республікою Маврикій. Маврикій також має тісні зв'язки зі своїм найближчим сусідом, французьким островом Реюньйон.
Зв'язки між Францією та Маврикієм датуються 1710 роком, коли Маврикій став французькою колонією і був перейменований на Іль-де-Франс. Єдина суперечка між двома країнами — суверенітет Тромлена; на острів претендує Маврикій. Посольство Франції знаходиться в Порт-Луї, тоді як Маврикій має посольство в Парижі.

## Торгівля
Торговельні відносини між Маврикієм та Францією міцні, багатошарові і за ці роки зросли. Франція є одним із стратегічних партнерів Маврикія: це, безумовно, найважливіший ринок для туристичної галузі Маврикія.